# Хайнрих II фон Ройс-Плауен
Хайнрих II фон Плауен-Ройс (на немски: Heinrich II, Herr von Reuss-Plauen; † 18 декември 1350) от „младата линия“ на фамилията на Фогтите на Плауен в Курфюрство Саксония, е господар на Плауен. Той се преименува на фон Ройс-Плауен.

## Произход
Той е син на Хайнрих I фон Плауен-Ройс († 1295) от младата линия и съпругата му Юта фон Шварцбург-Бланкенбург († 1329 в манастир Илм), дъщеря на граф Хайнрих V фон Шварцбург-Бланкенбург († 1287) и София Даниловна Галицкая/София фон Халич († ок. 1290). Внук е на фогт Хайнрих I фон Плауен († 1295/1296) и Аделхайд фон Лобдебург († сл. 1253). Правнук е на Хайнрих IV фон Вайда († 1249/1250) и Юта фон Алтенбург († 1268).
Майка му се омъжва втори път пр. 8 февруари 1305 г. за маркграф Фридрих Клем фон Майсен (1273 – 1316).

## Фамилия
Първи брак: през 1306 г. със София фон Байхлинген († ок. 1335), дъщеря на граф Хайнрих I фон Байхлинген († сл. 1335) и Ода фон Хонщайн († сл. 1305/1307). Те имат един син:
- Хайнрих фон Плауен-Ройс († сл. 1335), женен за фон Орламюнде/или за Берка фон Дуба († 1348)

Втори брак: през 1306 г. с принцеса Саломея фон Силезия-Глогау († ок. 12 юни 1359), дъщеря на херцог Хайнрих IV от Силезия-Глогау († 1342) и маркграфиня Матилда фон Бранденбург-Залцведел († 1345), дъщеря на маркграф Херман III фон Бранденбург († 1308) и Анна фон Хабсбург (1280 – 1327), дъщеря на римско-немски крал Албрехт I. Те имат десет деца:
- Мехтилд фон Плауен-Ройс († пр. 2 ноември 1343), омъжена за Херман VI фон Шьонбург-Кримитцшау († пр. 1360)
- дъщеря († сл. 1324), омъжена за Берка фон Дуба
- Юта фон Плауен-Ройс († сл. 1344/1350), омъжена за фогт Хайнрих Vl Ройс-Гера († сл. 1344)
- Хайнрих III Ройс фон Плауен „Стари“ († ок. 18 август 1368), фогт на Грайц (1350 – 1368), женен I. за Юта фон Хакеборн († ок. 1348)), дъщеря на Албрехт VI фон Хакеборн († ок. 1368) и Рикса фон Шрапелау († сл. 1335), II. за Агнес фон Лайзниг († ок. 1363), дъщеря на бургграф Ото I фон Лайзниг († 1363) и Елизабет фон Алтенбург
- Хайнрих IV фон Плауен-Ройс „Средния“ († пр. 1 октомври 1370), господар на Ронебург
- Хайнрих V фон Плауен-Ройс „Млади“ († 13 януари/10 май 1398), господар на Ронебург (1370 – 1398), женен пр. 20 декември 1387 г. за Доротея фон Гера († 1407/1410), дъщеря на фогт Хайнрих V фон Гера († 1377) и графиня Мехтилд фон Кефернбург († 1376)
- Хайнрих фон Плауен-Ройс († 1410?), умира млад
- Салома фон Плауен-Ройс († ок. 9 ноември 1400), омъжена сл. 1358 г. за херцог Хайнрих I фон Силезия-Аушвиц-Тешен († 1370/1372)
- Доротея († сл. 1359), монахиня в Кроншвитц
- Барбара († сл. 1359), монахиня в Кроншвитц